# Rue Saint-Gilles
Rue Saint-Gilles är en gata i Quartier des Archives i Paris 3:e arrondissement. Rue Saint-Gilles, som börjar vid Boulevard Beaumarchais 63–67 och slutar vid Rue de Turenne 48, är uppkallad efter en staty föreställande den helige Egidius, på franska saint Gilles.

## Omgivningar
- Jardin Arnaud Beltrame
- Allée Arnaud Beltrame
- Saint-Denys-du-Saint-Sacrement
- Saint-Gervais-Saint-Protais
- Place des Vosges
- Rue de Béarn

## Bilder
| - Saint-Denys-du-Saint-Sacrement. - Saint-Gervais-Saint-Protais. - Place des Vosges. - Rue de Béarn nummer 1. |

## Kommunikationer
- Tunnelbana – linje  – Chemin Vert
- Busshållplats Tournelles – Saint-Gilles – Paris bussnät, linje 29

### Webbkällor
- ”Rue Saint-Gilles”. Mairie de Paris. http://www.v2asp.paris.fr/commun/v2asp/v2/nomenclature_voies/Voieactu/8852.nom.htm. Läst 25 april 2021.
- ”Rue Saint-Gilles”. Les rues de Paris. https://www.parisrues.com/rues03/paris-03-rue-saint-gilles.html. Läst 25 april 2021.